# Abell 370
Abell 370 es un cúmulo de galaxias localizado aproximadamente a 6 mil millones de años luz de la Tierra (a un redshift z = 0,375), en la constelación de Cetus. Su núcleo está hecho de varios cientos de galaxias. Fue catalogado por George Abell, y es el cúmulo más distante catalogado por él.

## Lentes gravitacionales

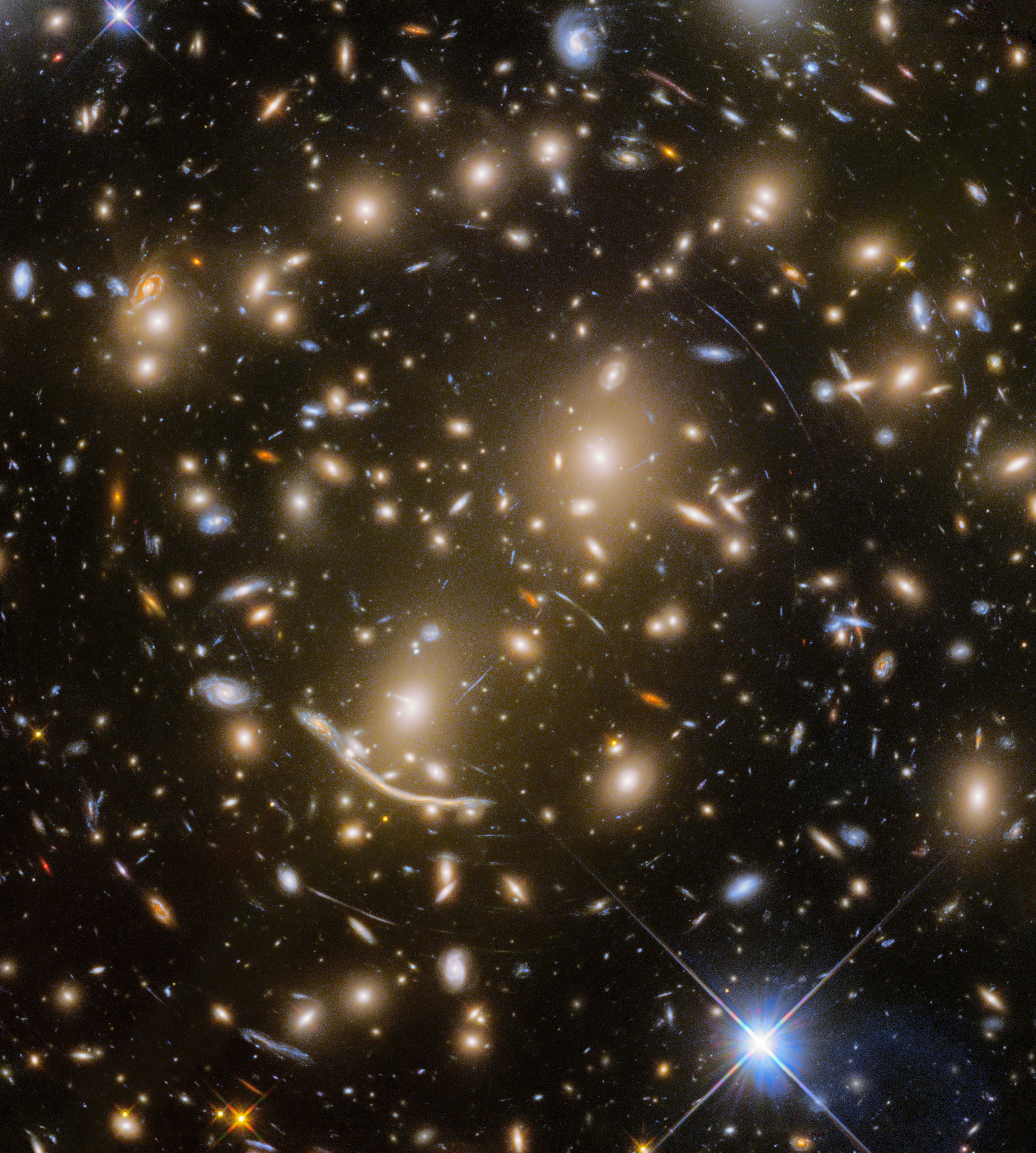
Con la observación final del distante cúmulo de galaxias Abell 370, a unos cinco mil millones de años luz de distancia, el programa Frontier Fields llegó a su fin.

Abell 370 parece incluir varios arcos de luz, los cuales, en realidad, son ilusiones ópticas de imágenes de objetos más distantes causadas por lentes gravitacionales.
En 2002, los astrónomos utilizaron este efecto para descubrir la galaxia HCM-6A, a 12.800 millones de años luz de distancia desde la Tierra. En ese momento era la galaxia más distante conocida.
En 2009, un estudio en el área donde se localiza Abell 370 reveló un grupo de galaxias en el fondo cuyas imágenes sufrían distorsión por el efecto gravitacional del cúmulo. Estas imágenes aparecían como un arco en forma de dragón, por lo que dicho arco fue apodado por los astrónomo de la NASA como El Dragón. La cabeza del «dragón» está compuesta de una galaxia espiral, 9 de septiembre de 2009 (consultado el 7 de noviembre de 2009, en inglés) mientras que otra galaxia de este tipo compone la cola. Otras galaxias componen el cuerpo del dragón; sus imágenes se superponen entre sí. Todas estas galaxias se encuentran a aproximadamente 5×10⁹ años luz de distancia.